# Titanomyrma gigantea
Titanomyrma gigantea ist eine ausgestorbene Ameisenart, deren Fossilien in der Lagerstätte Grube Messel gefunden wurden. Es handelt sich um die größte bekannte Ameisenart und einen der größten Hautflügler. Die Königinnen dieser Art waren größer als einige Kolibri-Arten. Seit der Entdeckung der fossilen Holzwespe Hoplitolyda duolunica in China ist die Art allerdings nicht mehr der größte bekannte Hautflügler. Die Art ist ausschließlich von der Typlokalität bekannt, hier aber recht häufig.

## Beschreibung
Es handelte sich um Tiere mit dem ungefähren Habitus der rezenten Formicinae (beachte, dass die Art zur ausgestorbenen Unterfamilie Formiciinae, geschrieben mit zwei i, gehört!), deren freier Hinterleib mit einem querovalen, schuppenförmigen Stielglied (Petiolus) an den Rumpfabschnitt anschloss. Bekannt sind ausschließlich geflügelte Geschlechtstiere, die Arbeiterinnen sind nie gefunden worden. Weibchen erreichten eine Körperlänge von 4 Zentimetern (bei Fossilierung in etwas gequollenem Zustand bis 7 Zentimeter), die Vorderflügel waren 5,5 bis 6,5 Zentimeter lang. Männchen erreichten nur 2 bis 2,5 Zentimeter Körperlänge. Der Kopf der Königinnen war gerundet dreieckig mit großen, dreieckigen Mandibeln, die Antennen ungewöhnlich kurz mit elf Gliedern, die Stirnleisten kurz und undeutlich. Auch die Augen waren recht klein mit nierenförmigem Umriss. Der Kopf trug drei Ocellen, die auffallend dicht beieinander standen. Der Rumpfabschnitt (Alitrunk) war kurz, nur wenig länger als breit, und hoch gewölbt. Die Beine waren relativ kurz, aber kräftig. Die Vorderbeine trugen ungewöhnlich kleine Putzsporne. Die vorderen vier Tarsenglieder waren abgeflacht, die Krallen groß mit medianem Zahn. Die Gattung zeichnet sich durch ein ungewöhnliches Flügelgeäder aus, bei der das Flügelmal (Pterostigma) und zwei kleine Cubitalzellen auffallend gedrängt in der Flügelmitte saßen. Bei der Art war die Flügelmembran im Bereich der Zellen verdickt und stärker sklerotisiert, so dass die Zellen schwer erkennbar sind. Der freie Hinterleib zeigte fünf freie Tergite. Die Stigmen waren ungewöhnlich langgestreckt und schlitzförmig. Der Stachelapparat (Ovipositor) ist vollständig ausgebildet, aber klein und schwach.
Die Männchen waren in der generellen Gestalt recht weibchenähnlich, allerdings mit ausgeprägtem Sexualdimorphismus im Kopfbereich. Der Kopf war im Verhältnis deutlich kleiner mit sehr großen Augen und Ocellen, mit langen und schmalen, nur schwach sklerotisierten Mandibeln. Die Fühler waren gerade (ungekniet) mit sehr kurzem Grundglied (Scapus). Der freie Hinterleib war auffallend kurz und hochgewölbt, plump eiförmig, mit sechs freien Tergiten.
Von anderen Arten der Gattung und Unterfamilie ist die Art an der Körpergröße sowie einigen Details des Flügelgeäders unterscheidbar.

## Taphonomie
Wie typisch für die Fossilien der Grube Messel, sind die Ameisen als Kompressionsfossilien auf Schichtfugen des Ölschiefers erhalten. Die meisten sind in Dorsalansicht erhalten, wenige auch seitlich (lateral) oder von der Bauchseite (ventral). Wegen der ungewöhnlichen Größe sind vollständig erhaltene Exemplare sehr selten. Da der Messeler Ölschiefer bei Austrocknung zu feinen Schuppen zerfällt, werden Fossilien unter Wasserbedeckung präpariert und in Glycerin aufbewahrt. Einige Fossilien wurden, wie bei den Wirbeltierfossilien von Messel üblich, auf Epoxidharz übertragen und anschließend von der Bauchseite her freipräpariert. Dabei lassen sich Präparate gewinnen, die im Durchlicht untersucht werden können. Die Messeler Fossilien sind Körperfossilien, d. h., es handelt sich um das teilweise erhaltene Integument, nicht nur um Abdrücke auf den Schichtfugen.

## Lebenssituation
Die Sedimente der Grube Messel sind Ablagerungen eines isolierten Süßwassersees von etwa 1,5 Kilometern Durchmesser und 300 bis 400 Metern Tiefe, möglicherweise eines Maars, wobei nur die oberen ca. 150 Meter fossilführend sind. Die Aktuelle Altersbestimmung der fossilführenden Schichten ergab ein Alter von etwa 47 Millionen Jahren, sie gehören damit in die Epoche des Mittleren Eozäns. Da Ameisen landlebend (terrestrisch) sind, ist anzunehmen, dass die geflügelten Geschlechtstiere von Nestern von Ameisen stammten, die irgendwo im Umfeld des Sees lebten, möglicherweise in einiger Entfernung dazu, von wo aus sie in den See eingeflogen oder eingeweht worden sind.
Zusammen mit einer zweiten Titanomyrma-Art, Titanomyrma simillimum, sind die Fossilien dieser Art die häufigsten Messeler Ameisenfossilien, zusammen machen sie mehr als die Hälfte der Funde aus. Sie wurden so häufig gefunden, dass nur noch besonders gut erhaltene Exemplare geborgen und präpariert worden sind. Ameisen sind, nach den Käfern, die zweithäufigste Gruppe der Messeler Insektenfossilien.

## Systematik und Ökologie
Die Gattung Titanomyrma ist, wie die gesamte Unterfamilie Formiciinae, heute ausgestorben. Sie gehörte zu den "formicoiden" Ameisen, die u. a. die rezenten (lebenden) Unterfamilien Formicinae und Dolichoderinae umfassen. Über ihre Lebensweise kann demgemäß nur aufgrund von Indizien geschlossen werden. Aufgrund des weitgehend reduzierten Stachelapparats nimmt man an, dass sie sich, wie die Formicinae, vor allem auf chemischem Wege (möglicherweise auch mit Ameisensäure) gegen Feinde verteidigten. Gegenüber den Formicinae zeichnen sie sich durch zahlreiche ursprüngliche (plesiomorphe) Merkmale aus, dazu gehört auch das recht ursprüngliche Flügelgeäder. Abgeleitet ist u. a. der Fühlerbau der Männchen. Ihre systematische Position ist wahrscheinlich die einer Schwestergruppe zu den Formicinae. Grimaldi et al. nehmen dem gegenüber allerdings eine deutlich basalere Stellung der Unterfamilie an, die demnach möglicherweise Schwestergruppe der "höheren" Formicidae zusammengenommen wäre. Diese Position ist aber mit vielen seitdem aufgestellten Stammbäumen, vor allem auf molekularer Basis, nur schwer vereinbar.
Fossilien der Gattung Titanomyrma und anderer Formiciinae liegen neben der Grube Messel und dem Eckfelder Maar in der Eifel auch aus etwa gleichaltrigen nordamerikanischen Fossillagerstätten vor (ein isolierter Flügel auch aus England). Aufgrund der Fundumstände, der Gesamtverbreitung und der ungewöhnlichen Körpergröße wird geschlossen, dass es sich um eine sehr wärmeliebende, vermutlich tropische, Gruppe handelte. Dies wirft die Frage auf, wie die Verbreitungsgebiete der Gattung in Europa und Nordamerika zusammenhingen. Zur Zeit des Eozäns waren beide Kontinente nur über eine arktische Landbrücke (über Grönland) miteinander verbunden. Man nimmt an, dass die Ausbreitung auf diesem Wege während einer ungewöhnlich heißen Periode des Erdklimas möglich war, als bis in arktische Breiten tropische Klimaverhältnisse vorherrschten.